# Герб Карело-Фінської РСР
Герб Карело-Фінської РСР — державний символ Карело-Фінської 
РСР.  
Герб КФРСР базується на гербі Радянського Союзу. Офіційно — герб, хоча ця державна емблема й не є геральдичною. 

## Опис
Державний герб Карело-Фінської РСР являє собою зображення серпа і молота, лісу, річки та гір в променях вранішнього сонця і в обрамленні колосків жита та соснових гілок. Написи «Карело-Фінська РСР» і «Пролетарі всіх країн, єднайтеся!» російською та фінською мовами. У верхній частині герба — п'ятипроменева зірка. 

## Історія
Герб прийнятий в 1940 при утворенні союзної республіки, скасований в 1956 при перетворенні Карело-Фінської РСР в Карельську АРСР у складі РРФСР.